# Matt Stringer
Matt Stringer (* 4. Mai 1993) ist ein ehemaliger australischer Eishockeyspieler, der seine gesamte Karriere beim Mustangs IHC in der Australian Ice Hockey League unter Vertrag stand, aber zeitweise auch beim Braves Ice Hockey Klub aus der unterklassigen Ice Hockey Victoria Premier League zum Einsatz kam.

## Karriere
Matt Stringer begann seine Karriere als Eishockeyspieler beim Mustangs IHC in Melbourne, für den er in der Spielzeit 2011 in der Australian Ice Hockey League debütierte und bis zum Ende seiner Laufbahn 2019. Mit den Mustangs gewann er 2014 den Goodall Cup, die australische Meisterschaft. Lediglich 2013 spielte er daneben auch für die Melbourne Red Wings in der Australian Junior Ice Hockey League. 2014 gewann er mit den Mustangs den Goodall Cup, die australische Landesmeisterschaft. Zwischenzeitlich kam er auch beim Braves Ice Hockey Club in der unterklassigen Ice Hockey Victoria Premier League zum Einsatz. 2010, 2012 und 2016 gewann er mit der Auswahl des Bundesstaates Victoria die Jim Brown Memorial Trophy.

### International
Stringer nahm im Juniorenbereich für Australien an der U18-Weltmeisterschaft 2011, als er als Torschützenkönig und Topscorer auch zum besten Spieler seiner Mannschaft gewählt wurde, in der Division III sowie an den U20-Weltmeisterschaften 2012 und 2013, als er Kapitän seiner Mannschaft war, in der Division II teil.
Für die Herren-Auswahl spielte er bei der Weltmeisterschaft 2016, als ihm mit den Australiern der Aufstieg aus der B- in die A-Gruppe der Division II gelang. Er selbst erzielte dabei die beste Bullybilanz des Turniers.

## Erfolge und Auszeichnungen
- 2011 Aufstieg in die Division II bei der U18-Weltmeisterschaft der Division III, Gruppe A
- 2011 Torschützenkönig und Topscorer bei der U18-Weltmeisterschaft der Division III, Gruppe A
- 2014 Goodall-Cup-Gewinn mit dem Mustangs IHC
- 2016 Aufstieg in die Division II, Gruppe A, bei der Weltmeisterschaft der Division II, Gruppe B